# Mozambique en los Juegos Paralímpicos de Río de Janeiro 2016
Mozambique estuvo representado en los Juegos Paralímpicos de Río de Janeiro 2016 por una deportista femenina.

## Medallistas
El equipo paralímpico mozambiqueño obtuvo las siguientes medallas:
| Nombre          | Deporte   | Evento             |
| --------------- | --------- | ------------------ |
| Oro             |           |                    |
| —               |           |                    |
| Plata           |           |                    |
| —               |           |                    |
| Bronce          |           |                    |
| Edmilsa Governo | Atletismo | 400 m T12 femenino |